# Adolphe de Belleyme
Adolphe de Belleyme, né à Paris le 1er avril 1818 et mort dans la même ville le 19 juin 1864, est un homme politique français.

## Biographie

### Origines familiales
Charles Adolphe de Belleyme est né le 1er avril 1818 dans l'ancien 7e arrondissement de Paris. Il est le fils de Louis-Marie de Belleyme (1787-1862) et d'Amélie Guyot de Villeneuve (1797-1861). Sa famille appartient à la bourgeoisie périgourdine ; son grand-père paternel, Pierre de Belleyme, ancien ingénieur géographe du roi et collaborateur de Cassini, a été anobli par Louis XVIII.
Adolphe de Belleyme a également un frère, Pierre de Belleyme, magistrat du tribunal civil de la Seine. Son père est haut fonctionnaire, il a notamment été préfet de police de Paris sous Charles X et député de la Dordogne.

### Carrière
Il fait des études de droit. Il obtient un doctorat et devient avocat au barreau de Paris. Il est également administrateur de la Caisse d'épargne et membre du comité consultatif des hospices de Paris. En 1850, il est nommé adjoint au maire du premier arrondissement de Paris. Il conserve ce poste jusqu'en 1851 et assiste au coup d'État du 2 décembre.
Aux élections de 1852, il est élu député de la deuxième circonscription de la Dordogne avec l'appui du gouvernement. Il obtient 20 239 voix sur 22 202 votants et 35 047 inscrits. Il est réélu à ce poste en 1857 et en 1863, avec des scores aussi élevés. Il soutient la majorité au Corps législatif.
Déjà chevalier, il est fait officier de la Légion d'honneur par décret du 14 août 1862. C'est un député actif : il fait partie de nombreuses commissions. Il est notamment chargé des rapports sur la caisse de la dotation de l'armée et sur les modifications à apporter au code pénal en 1863. Il se positionne contre l'impôt sur les valeurs mobilières et appuie la loi de sûreté générale de 1858.
En raison de son état de santé, il manque une partie de la session de 1864. Il meurt le 19 juin 1864.

### Mariage et descendance
En 1845, il épouse Eugénie Bordères (1826-1846). Ils ont une fille, Gabrielle (1846-1923), qui épouse en 1865 Jean-François Mortier (1840-1892), quatrième enfant du duc de Trévise.

## Armoiries
La famille de Belleyme porte d'argent à trois chevrons de gueules, au chef d'azur chargé d'une main de justice et d'une épée d'or passés en sautoir.

### Articles liés
- Liste des députés de la Dordogne
- Deuxième circonscription de la Dordogne